# ジェームス・リヴィエレ
ジェームス・リヴィエレ（イタリア語: James Rivière、1949年 - ）は、イタリアの宝飾デザイナー。
代表作を、ルーヴル美術館に収蔵されたモノリテ（Monolite）、ベネディクト16世の祭服に使用された飾り布（en:Rationale (clothing)）としている。